# Nogales (Arizona)
Nogales – miasto w Stanach Zjednoczonych, w stanie Arizona, stolica hrabstwa Santa Cruz, naprzeciwko meksykańskiego miasta Nogales. Według spisu w 2020 roku liczy 19,8 tys. mieszkańców. Zdecydowana większość (94%) mieszkańców to Latynosi.

## Religia
Jest najbardziej katolickim obszarem miejskim w USA, gdzie w 2020 roku, 78,7% mieszkańców deklaruje członkostwo w Kościele katolickim. Drugą co do wielkości grupą są zielonoświątkowcy (10 zborów) i inne Kościoły ewangelikalne (17 zborów). Inne religie obejmowały mormonów (1,6%) i  świadków Jehowy (1,5%), które miały 2 i 3 zbory.